# 4N4LN – A családi játszma
A 4N4LN – A családi játszma vagy Négyen négy ellen – A családi játszma egy vetélkedő, amelynek 2014. március 3-án  volt a premierje.

## A játékról
A csapatokat két ismert személy és családtagjaik alkotják (az 1. évadban, de a 2. évadban már celeb családok is részt vettnek). A játékosoknak arra kell ráérezniük, hogy az emberek hogyan gondolkodnak a világról. A műsort megelőzően 100 embernek tették fel ugyanazokat a kérdéseket, de az fontos, hogy 1 kérdésre, 1 ember, csak 1 választ adott. A játékosoknak arra kell rájönniük, hogy mik voltak az emberek leggyakoribb válaszaik. Az első két körben szimpla, a harmadikban dupla, a negyedikben pedig tripla pontokért játszanak, ha pedig az egyik csapat összegyűjt 3 rossz választ, akkor az ellenfél elrabolhatja a pontokat. A döntő körben pedig nem pontokért, hanem pénzért játszanak. Összesen 5 játékba kell visszajönnie egy családnak, hogy megszerezhessen 15 000 000 Ft-ot.